# Бобрикский сельский совет (Роменский район)
Бобрикский сельский совет (укр. Бобрицька сільська рада) — упразднённая административная единица в составе
Роменского района
Сумской области
Украины.
Административный центр сельского совета находился в 
с. Бобрик
.

## Населённые пункты совета
- с. Бобрик
- пос. Беловодское
- с. Лукашово
- с. Новокалиновка